# Stargazer (Band)
StarGazer ist eine australische Metal-Band aus Adelaide, die 1995 gegründet wurde.

## Geschichte
Die Band wurde 1995 gegründet, woraufhin 1997 eine erste EP unter dem Namen Borne erschien. Das Schlagzeug bediente hier noch Paul Murphy, später wurde er durch Phoenix Chrysalis ersetzt. 1999 unterzeichnete die Gruppe einen Plattenvertrag bei dem singapurischen Label Dies Irae Productions, worüber im selben Jahr eine Split-Veröffentlichung mit Invocation erschien. Im Jahr 2000 verließ Chrysalis die Gruppe, was die Band zu einer Pause veranlasste, in der sich die Mitglieder anderen Projekten widmeten. Während dieser Zeit erschien im Jahr 2002 jedoch über Hellflame Records eine Split-Veröffentlichung mit der US-amerikanischen Band Arghoslent. Außerdem wurde ein Song für den Sampler Terror Australis verwendet. Mitte 2003 meldete sich die Band mit einer nationalen Tour zusammen mit NunSlaughter zurück. 2005 erschien über Agonia Records das Debütalbum The Scream That Tore the Sky. Mitte 2006 folgten Auftritte in Japan. Im selben Jahr erschien über Weird Truth Productions die Kompilation Occidentale Magick. Anfang 2007 fungierte StarGazer als Vorgruppe für Suffocation, ehe, nach einer Split-Veröffentlichung mit Sacriphyx im Jahr 2009 über Nuclear War Now! Productions, 2010 mit A Great Work of Ages über Profound Lore Records das nächste Album erschien. Das aktuelle Album A Merging to the Boundless erschien 2014 über Nuclear War Now! Productions.

## Stil
Brian Giffin beschrieb die Musik der Band in seiner Encyclopedia of Australian Heavy Metal als eine Mischung aus Black- und Death-Metal gepaart mit avantgardistischen und orientalisch anmutenden Klängen. Die Texte hätten einen eher obskuren Charakter. Die späteren Werke würden zudem durch ein charakteristisches Schlagzeugspiel geprägt. T. DePalma von chroniclesofchaos.com rezensierte The Scream That Tore the Sky und stellte fest, dass die Band nur noch ansatzweise mit dem damalig veröffentlichten Thrash- und Death-Metal zu tun hat und demgegenüber nun technisch anspruchsvollen modernen Death-, Black- und Thrash-Metal im Stil von Morbid Angel und Absu spiele. Auch der Gesang habe sich etwas verändert. Es werde ein fretless Bass gespielt, wobei das Spiel des Basses an das von Jonas Hellborg erinnere. E. Thomas von teethofthedivine.com beschrieb die Musik von A Great Work of Ages als technisch anspruchsvollen Progressive Death Metal und verglich es mit Jupiter von Atheist. Auch für Thomas stach das Spiel des Basses heraus. Das Album sei für Fans von Gruppen wie Decrepit Birth, Cynic und Theory in Practice geeignet. Phil Freeman von Allmusic rezensierte das Album ebenfalls und bemerkte, dass hierauf eine progressive Mischung aus Black- und Death-Metal enthalten ist. Der Gesang klinge verrückt und sei guttural. Vor allem das Spiel des Basses steche aus den Songs heraus und sei mit dem von Roger Patterson von Atheist oder Steve DiGiorgio vergleichbar. Die Riffs besäßen nicht die unmenschliche, mechanische Präzision wie sie für modernen Death Metal üblich sei. Vielmehr gebe sich die Gruppe traditioneller, wobei sie keinen Wert auf Melodien lege. Gelegentlich fühle es sich auch an als höre man eine Metal-Version der Fusion-Band Trio of Doom. Sven Lattemann von Metal.de ordnete A Merging to the Boundless auch dem Progressive Death Metal zu, wobei beide Teile gleichmäßig vertreten seien. Er beschrieb die Musik als eine Mischung von Morbid Angel vor dem Album Covenant und Atheist. Charakteristisch seien Jazz-Anteile, das Spiel des Basses, das variable Schlagzeugspiel sowie kleine Anleihen aus dem Post-Metal, Death ’n’ Roll, Power Metal und Black Metal. Das Album könne Fans von Portal of I und von Ne Obliviscaris gefallen.

## Diskografie
- 1996: Gloat (Demo, Eigenveröffentlichung)
- 1997: Borne (EP, Dream Sovereign Productions)
- 1998: Promo 1998 (Demo, Eigenveröffentlichung)
- 1999: Harbringer / H.A.S.T.U.R (Split mit Invocation, Dies Irae Productions)
- 2001: Arghoslent / Stargazer (Split mit Arghoslent, Hellflame Records)
- 2005: The Scream That Tore the Sky (Album, Agonia Records)
- 2006: Occidentale Magick (Kompilation, Weird Truth Productions)
- 2009: Sacriphyx / StarGazer (Split mit Sacriphyx, Nuclear War Now! Productions)
- 2010: A Great Work of Ages (Album, Profound Lore Records)
- 2014: A Merging to the Boundless (Album, Nuclear War Now! Productions)